# Notothyladaceae
A Notothyladaceae a Becősmohák törzsébe, az Anthocerotopsida osztályba és a Notothyladales rendbe tartozó növénycsalád. Ebbe a családba négy nemzetség 64 faja tartozik. Magyarországon egy faja él, a Phaeoceros carolinianus.

## Jellemzőjük
Megjelenésük a májmohákéhoz hasonló, de a sporofiton felépítése teljesen más és a genetikai vizsgálatok is feltárták, hogy bár külsőre hasonlóak, de mégsem rokonok a becősmohák a májmohákkal. A legnagyobb különbség az  Anthocerotaceae családtól, hogy nincsenek nyálkával telt üregek a telepen belül, azok tömörek. A spórák éretlenül sárgák, éretten feketések-barnásak, de meg is maradhat a sárga színük. A sejtekben 1-3 kloroplasztisz található. A sporofitonok általában rövidek, csak néhány centiméter hosszúak.

## Rendszertan, nemzetségek
A Notothyladaceae családba az alábbi négy nemzetség tartozik:
- Mesoceros - 2 faj
- Notothylas - 24 faj
- Paraphymatoceros - 4 faj
- Phaeoceros - 34 faj

Magyarországon egy faja él a családnak, a Phaeoceros carolinianus.